# 王子隆
王子隆（1906年12月29日—1937年11月5日），白族，湖南桑植人。毕业于黄埔军校步兵科第五期。后隶属于国民革命军六十二师陶广部，任营长。在淞沪会战中，守卫于驻法华桥镇。1937年11月5日，他听闻日军登陆金山，赶赴漴缺，在与日军战斗中，左臂中弹。经过包扎之后，依然指挥战斗，直到炮弹击中其腹部，当日下午担架抬进法华桥镇升真道院时去世。后重葬于今法华中学东老沙港河滩上。1947年，胡桥、法华、阮巷三乡合并为子隆乡，以纪念王子隆抗日的事迹。上海戰役結束后，每年清明节，当地群众常集体祭扫。1958年开辟新沙港时，坟墓被废。2014年，上海市人民政府向其子出具（2014）沪烈字第000002号烈士证明书，认定王子隆为革命烈士。